# قیاس‌پذیری (فلسفه علم)
قیاس پذیری (فلسفه علم) مفهومی است در فلسفه علم که می‌گوید نظریات علمی در صورتی قابل مقایسه هستند، که دانشمندان بتوانند با استفاده از مفاهیم مشترکی(shared nomenclature)نظریات را با یکدیگر مقایسه کنند و تعیین کنند که کدام یک مفیدتر یا معتبرتر است. در مقابل، نظریات قیاس ناپذیر هستند چنانچه دربردارنده چارچوب‌های مفهومی متباین یا متضادی باشند به طوری که زبان آنها به حد کافی همپوشانی نداشته باشد و بدین ترتیب امکان طرح آزمایش یا احتجاجی برای ترجیح یکی بر دیگری وجود نداشته باشد. این اصطلاح توسط لودویک فلک در دهه ۱۹۳۰ پیشنهاد شد و سپس توسط توماس کوهن در دهه ۱۹۶۰ شهرت یافت.